# Base aérienne Moi
Ne pas confondre avec l'aéroport international Moi de Mombasa.
La base aérienne Moi (en anglais Moi Air Base) est une base aérienne localisée à Nairobi au Kenya ainsi que le quartier général de l'armée de l'air kényane.